# Gonthier XLI de Schwarzbourg-Arnstadt
Gonthier XLI, Comte de Schwarzbourg-Arnstadt, surnommé le "Querelleur" ou Bellicosus, (25 septembre 1529 à Sondershausen – 23 mai 1583 à Anvers) est comte de Schwarzbourg de 1552 à 1571, puis comte de Schwarzbourg-Arnstadt jusqu'à sa mort.

## Biographie
Le comte Gonthier XLI est le fils aîné du comte Gonthier XL de Schwarzbourg (1490-1552), qui est surnommé le Riche ou Gonthier les grosses lèvres. Sa mère est la comtesse Élisabeth (d. 14 mai 1572), la fille du comte Philippe d'Isenburg-Büdingen-Ronnebourg.
Gonthier XL réunit toutes les possessions de Schwarzbourg, à l'exception de la seigneurie de Leutenberg. Après son décès le 10 novembre 1552, ses quatre fils survivants régnent conjointement, le plus jeune des frères sous la régence de leur mère. Toutefois, en 1571, ils divisent le comté entre eux.
Gonthier XLI commence sa carrière militaire à Vienne en tant que Sénéchal de l'Empereur Charles Quint. En 1553, il rejoint l'armée impériale pour tenter de reconquérir Metz, mais sans succès. Il accompagne ensuite le futur roi Philippe II d'Espagne à Londres, où il épousee la reine Marie Ire d'Angleterre. En 1555, Gonthier XLI séjourne à Bruxelles, où Charles V lui donne 10 000 florins. Il fait ensuite une visite à Schwarzbourg, puis retourne dans l'armée impériale, où il sert comme colonel. En 1557, il combat dans la bataille de Saint-Quentin.
Au tournant de 1559/1560, Gonthier voyage à Dresde au nom de Guillaume le taciturne, dans les premières étapes dans le processus qui conduit Guillaume à épouser Anne, la nièce de l'Électeur Auguste Ier de Saxe le 24 août 1561.
Gonthier XLI se marie lui-même le 17 novembre 1560. Pour des raisons politiques, il épouse la sœur de Guillaume, Catherine de Nassau-Dillenbourg. Le mariage reste sans enfant. Le couple vit à Arnstadt, le temps que Gonthier utilise ses 10 000 florins pour construire le château de Neideck. Entre 1563 et 1565, Gonthier et ses jeunes frères Jean-Gonthier Ier de Schwarzbourg-Sondershausen et Albert VII de Schwarzbourg-Rudolstadt combattentu dans l'armée du roi Frédéric II de Danemark dans la Guerre nordique de Sept Ans contre la Suède.
Au début de 1566, Gonthier XLI retourne aux Pays-Bas. Le 12 mars 1566, Guillaume le taciturne donne une fête au château des comtes de Hoogstraten pour fêter son retour. Cependant ce n'est qu'un prétexte. Guillaume voulait discuter de sa stratégie à l'égard de Marguerite de Parme, qui est Gouverneur Général des Pays-Bas, avec les autres invités, les Comtes d'Egmont, de Corne, de Bergen, de Meghen et de Montigny.
Quelques semaines plus tard, Gonthier combat en Hongrie au service de l'Empereur Maximilien II contre les Turcs. Au cours de cette campagne, Gonthier acquiert son surnom de "Belliqueux". Il se querelle souvent avec l'Empereur et n'obéit pas aux ordres. Il proteste contre le plan de l'Empereur pour assiéger Esztergom. Maximilien écrit avec colère à Vienne : le Comte Gonthier peut pavoiser mais il tergiverse plus qu'il n'agit. Son enquête a déclaré avoir 1500 chevaux ici, mais après je l'avoir utilisé une fois, je n'en vois pas plus de 1000. Je vais probablement réfléchir à trois fois avant d'utiliser ce colonel de nouveau.
Néanmoins, l'Empereur trouve de nouveaux postes pour Gonthier. Il est nommé au Conseil aulique et chargé de fonctions diplomatiques. En 1567, il travaille au service de l'Électeur Auguste de Saxe, au nom de l'Empereur. Il participe au siège de Gotha, qui est nécessaire pour procéder à l'arrestation du duc déchu Jean-Frédéric II de Saxe-Cobourg-Eisenach, qui a été banni pour ne pas avoir livré Wilhelm von Grumbach à la demande de l'Empereur. Après la reddition de Gotha, Gonthier arrête Jean-Frédéric II et l'amène à Vienne.
De 1568 à 1573, Gonthier conseille le Duc d'Albe, le Gouverneur Général espagnol des Pays-Bas. Il passe ensuite un certain temps à Schwarzbourg. En 1582, l'Empereur Rodolphe II envoie Gonthier vers le sud des Pays-Bas de nouveau, où il conseille le Gouverneur Général, l'archiduc Matthias en tant que conseiller privé.
Gonthier XLI est décédé le 23 mai 1583 à Anvers. Son corps est transporté d'Anvers à Delft, à partir de là par bateau à Emden puis à Sondershausen, où il est enterré.
Comme Gonthier XLI n'a pas d'enfant, ses frères divisent encore le Comté de Schwarzbourg après sa mort. Jean-Gonthier Ier de Schwarzbourg-Sondershausen (1532-1586) reçoit Arnstadt et Sondershausen et fonde la lignée de Schwarzbourg-Sondershausen. Albert VII de Schwarzbourg-Rudolstadt (1537-1605) reçoit Rudolstadt, et fonde la lignée de Schwarzbourg-Rudolstadt. Guillaume de Schwarzbourg-Frankenhausen (1534-1597) reçoit Frankenhausen. Bien qu'il se soit marié deux fois, Guillaume Ier est mort sans enfants en 1597 et sa part du comté passe à Albert VII.